# Roger Nimier
Roger Nimier, född 31 oktober 1925 i Paris, död 28 september 1962, var en fransk författare. Han romandebuterade 1948 och slog snabbt igenom med flera uppmärksammade böcker på 1950-talet. Han gjorde avtryck i det franska etablissemanget som inofficiell ledare för den litterära gruppen Husarerna. Han avled i en bilolycka 36 år gammal.

## Liv och gärning
Roger Nimier föddes i Paris 31 oktober 1925. Han var son till ingenjören Paul Nimier och Christiane Roussel. Han studerade vid Sorbonne innan han i slutskedet av andra världskriget anslöt sig till franska armén, där han ingick i 2:a husarregimentet från mars 1945.
Hans första utgivna roman gavs ut av Gallimard 1948, när han var 23 år gammal. Han blev snabbt en fixstjärna inom den franska litteraturen och 1953 hade han givit ut fem romaner på fem år. Efter detta tog han ett uppehåll från romanskrivandet innan han återkom med en sista roman 1962. Flera av böckerna, som debuten Les épées ("svärden") och Le hussard bleu ("den blå husaren"), avhandlar Frankrike under andra världskriget och Nimiers tvehågsna inställning till detta. Han skrev även litteraturkritik, filmmanus och historisk-politiska texter, men gjorde en poäng av att hålla isär skönlitteratur och politik.
Nimier var inofficiell ledare för den litterära gruppen Husarerna, ett löst nätverk som bland annat innefattade Antoine Blondin, Jacques Laurent, Michel Déon och Kléber Haedens. Husarerna utmärkte sig med en lättflytande klassicism, motvilja mot existentialismens vänsterradikala författarideal och med sina kopplingar till den franska monarkiströrelsen. Namnet Husarerna myntades 1952 av journalisten Bernard Frank och anspelar på Nimiers Le hussard bleu. Nimier sysselsatte sig även med att försöka återupprätta flera författare som hade blivit utfrysta efter 1945, bland andra Paul Morand, Jacques Chardonne och Louis-Ferdinand Céline.
Nimier gifte sig 1954 och fick en son och en dotter. Han avled i en bilolycka 28 september 1962, 36 år gammal, tillsammans med författarinnan Sunsiaré de Larcône. År 1963 instiftades Roger Nimier-priset, som årligen går till "en ung författare vars anda är i linje med Roger Nimiers litterära verk". Hans dotter Marie Nimier är också författare.

## Utgivet
- Les Épées, roman, Gallimard, 1948
- Perfide, roman, Gallimard, 1950
- Le Grand d'Espagne, essä, La Table ronde, 1950
- Le Hussard bleu, roman, Gallimard, 1950
- Amour et Néant, essä, Gallimard, 1951
- Les Enfants tristes, roman, Gallimard, 1951
- Histoire d'un amour, roman, Gallimard, 1953
- D'Artagnan amoureux ou Cinq ans avant, roman, Gallimard, 1962
- L'Étrangère, roman, Gallimard, postumt 1968

## Filmografi
- I vinti (1953), manus, regi av Michelangelo Antonioni
- Hiss till galgen (1958), manus, regi av Louis Malle
- Affären Nina B. (1961), manus, regi av Robert Siodmak
- Les grandes personnes (1961), förlaga, regi av Jean Valère
- Education sentimentale (1962), manus, regi av Alexandre Astruc
- D'Artagnan amoureux (1977), förlaga, regi av Yannick Andréi